# Cadmoindite
La cadmoindite (CdIn2S4) est un minéral rare, sulfure de cadmium et d'indium découvert en Sibérie autour de l'évent d'une fumerole à haute température (450–600 °C) du volcan Kudriavy sur l'île Itouroup dans l'archipel des Kouriles. Il a également été signalé dans la mine de charbon Kateřina en Bohème, Tchéquie.

## Structure cristalline
CdIn2S4 possède la structure spinelle, qui peut être décrite par une maille conventionnelle cubique avec 8 sites cationiques octaédriques et 16 sites tétraédriques. La distribution de Cd(II) et de In(III) sur les sites cationiques est difficile à élucider par les techniques standard de diffraction des rayons X car les deux espèces sont isoélectroniques, mais les mesures de spectroscopie Raman sur échantillons synthétiques et les simulations de la théorie de la fonctionnelle de la densité indiquent toutes deux qu'environ 20 % des sites tétraédriques sont occupés par des cations In(III).